# Ямпольский район (Винницкая область)
Я́мпольский райо́н (укр. Ямпільський район) — в 2020 году  упразднённая административная единица на юге Винницкой области Украины.
Административный центр — город Ямполь.

## География
Район был расположен в юго-западной части Винницкой области.
Общая площадь района составляла 787,9 км². В состав района входили город Ямполь, который удалён от областного центра — Винницы на 100 км (по шоссейным дорогам — 165 км) и 38 сельских населённых пункта (Безводное, Буша, Белая, Великая Косница, Ветровка, Гальжбиевка, Гоноровка, Держанка, Дзыговка, Дзюброво, Добрянка, Должок, Дорошовка, Иванков, Качковка, Клембовка, Лавровка, Мироновка, Михайловка, Нечуевка, Оксановка, Петрашовка, Писаревка, Подлесовка, Пороги, Приднестрянское, Прилужное, Ратуш, Регляшинцы, Русава, Севериновка, Слобода-Бушанская, Слобода-Подлесовская, Тростянец, Ульяновка, Франковка, Хмелёвщина, Цекиновка). Сельских советов — 18, городской совет — 1.
Район граничит с 5 районами Винницкой области и двумя районами Молдовы. По территории района проходит 86 км государственной границы с Республикой Молдова.
Территорию района пересекают с севера на юг небольшие реки: Мурафа, Русава, Марковка и Ольшанка, которые впадают в реку Днестр. Река Днестр протекает по юго-западной границе района и относится к горным рекам с быстрым течением (6 км/ч) и периодическими колебаниями уровня воды. Ширина реки Днестр составляет 100—200 метров.
Климат района умеренно континентальный, лето тёплое (18—25 °C), зима мягкая (-8, −15 °C). Глубина промерзания грунта, возможно, до 1 метра, а средняя норма осадков составляет 450—600 мм. Недра богаты на залежи известняков и фосфоритов.

## История
Первые сведения о Ямполе в Польской Руси относятся к XVI веку, когда он был торговым центром края. Ямполь был единственным на Подолье центром развития каменотёсного промысла. Изделия местных ремесленников повсюду пользовались большим спросом, вывозились в Новгородскую губернию. Ямполь посещали торговые представители Рима, Венеции по вопросу поставок «золотой подольской пшеницы». После Люблинской унии Ямполь входит в Брацлавского воеводства.
В начале 1651 года шляхетское войско двинулось на Ямполь. В ночь на 6 марта брацлавский воевода с двумя полками ворвался в Ямполь. Войско разрушило дома, уничтожило около 10 000 человек. Вследствие этих опустошений Ямполь долго оставался обезлюдевшим и возродился уже как небольшое село. В 1775 году в Ямполе насчитывалось всего 113 домов.
Событиям, связанным с городом Буша (осаждён поляками, и его жители взорвали город и погибли) в период 1648—1654 годов, посвящена историческая драма Михаила Старицкого «Оборона Буши».
После присоединения Правобережья к России в 1795 году Ямполь стал уездным городом Брацлавского наместничества и получил собственный герб.
Во второй половине XIX века в Ямполе и уезде появились мелкие предприятия, но удельный вес их был незначителен. В начале XX века заселённая территория Ямполя составляла 450 десятин. Здесь было 27 незамощёных улиц и 5 площадей. Городок освещался лишь 62 керосиновыми фонарями. Ямполь считался одним из беднейших уездных городов Подольской губернии. По переписи в Российской империи, в 1897 году, в уезде числилось 267 321 душ обоего пола (132 062 мужчин, 135 259 женщин), большинство малороссов и евреев в местечках, а также поляков и молдаван.
С марта 1917 года (после Февральской революции (переворота) в России) на территории района власть переходит из рук в руки, а именно: Центральная Рада, Украинская держава, Директория, Советская власть, которая окончательно утвердилась в районе в январе — феврале 1921 года. События в селе Кетросы (с 1946 года — Должок) в период УНР в 1919—1920 годах описаны в мемуарах «Так творилося українське військо (1917—1919)», которые под псевдонимом Д. Кетрос издал в Лондоне в 1958 году участник описанных событий, житель села Кетросы Дмитро Онуфриевич Косаковский.
В 1920 году действовало потребительское общество, а с 1921 года в Ямполе возникла первая промышленная артель «Пролетарий». За несколько лет в Ямполе возникло 11 кооперативных объединений, преимущественно виноградарских. Строили и государственные предприятия. В 1926 году в посёлке действовали три электростанции, масло- и плодоконсервный заводы, млинокомбинат, хлебоприёмный пункт, артель бытового обслуживания. В указанный период Ямполь был уездным городом, а с 1932 года стал районным центром.
21 июля 1941 года Ямпольщина была оккупирована немецко-румынскими войсками и превращена в так называемый Джугастрянский уезд. В декабре 1941 года была создана подпольная организация, которую возглавил Фёдор Тонкопий, а в 1943 году на Ямпольщине начинает действовать партизанский отряд № 175 под командованием Матвея Струкачёва. На протяжении 17—20 марта 1944 район освобождён войсками 2-го Украинского фронта ВС Союза ССР.
Ямпольский район за послевоенные годы стал одним из ведущих в области по выращиванию высоких урожаев сельскохозяйственных культур, а по выращиванию сахарной свеклы одним из лучших в стране.
Среди уроженцев района 11 Героев Социалистического Труда, 11 Героев Советского Союза, 4 лауреата премии Ленинского комсомола, кавалера трёх орденов Славы.
В 2020 году Ямпольский  район упразднен и вошел в состав  Могилёв-Подольский район 

## Демография
Население района составляет 41 383 человека (на 1 июня 2013 года), в том числе городское население 11 309 человек (27,32 %), сельское — 30 074 человека (72,68 %).

## Административное устройство
Количество советов (рад):
- городских — 1
- поселковых — 0
- сельских — 18

## Населённые пункты
Количество населённых пунктов:
- городов районного значения — 1
- посёлков городского типа — 0
- сёл — 38
- посёлков сельского типа — 0

Всего насчитывается 39 населённых пунктов.

## Экономика
В Ямпольском районе насчитывается 4 промышленных предприятия, 3 строительные организации, 1 автотранспортное предприятие. Районный узел почтовой связи объединяет 20 отделений, 2 пункта. Работает 22 АТС. 
Основные направления развития сельского хозяйства района — производство зерна, сахарной свёклы, молока и мяса. Площадь сельскохозяйственных угодий — 60,3 тыс.га, из них пашни — 54,3 тыс.га, земель запаса — 5,9 тыс.га., земель резерва — 1,9 тыс.га.

## Транспорт
Через район проходят международная трасса Киев — Кишинёв. 

## Культура
На территории района находится Государственный историко-культурный заповедник «Буша».